# Pfarrkirche Friedburg

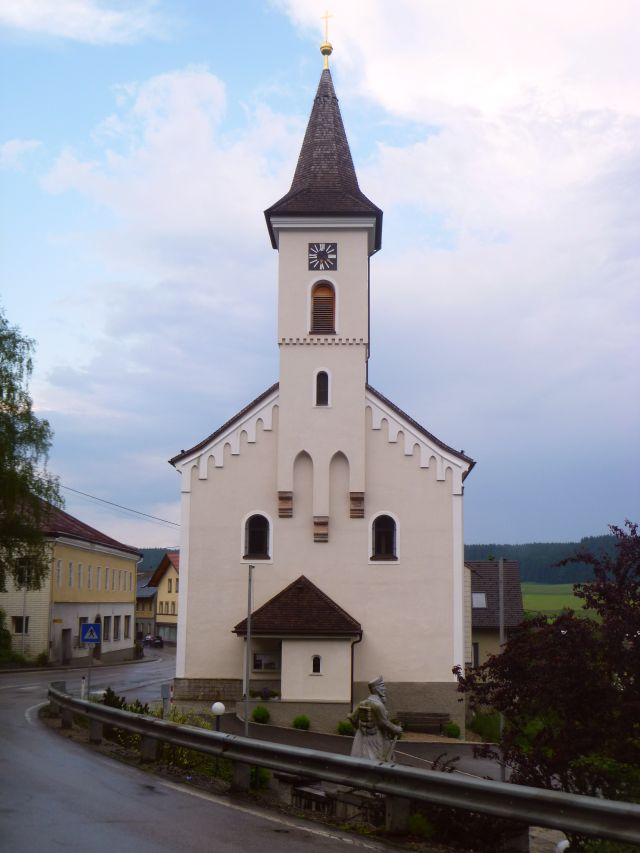
Kath. Pfarrkirche hl. Sebastian in Friedburg

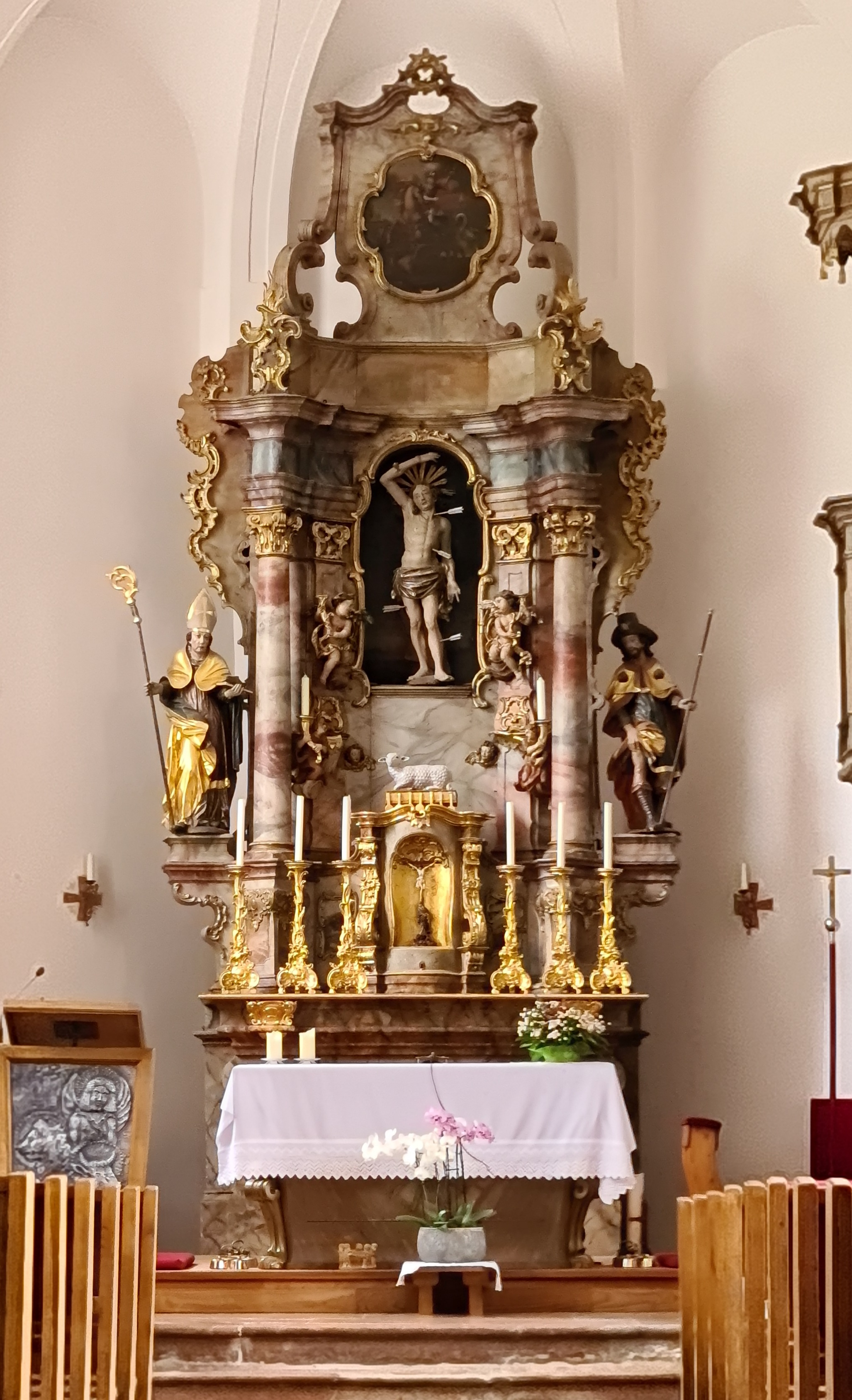
Hochaltar

Die römisch-katholische Pfarrkirche Friedburg steht im Ort Friedburg in der Gemeinde Lengau im Bezirk Braunau am Inn in Oberösterreich. Die auf den heiligen Sebastian geweihte Kirche gehört zum Dekanat Mattighofen in der Diözese Linz. Der Kirchenbau steht unter Denkmalschutz.

## Geschichte
Eine Kirche wurde um 1180 urkundlich genannt. Der Neubau der Kirche erfolgte von 1867 bis 1869. Die Kirche samt Einrichtung wurde 1954 restauriert.

## Architektur
An das einschiffige dreijochige tonnengewölbte Langhaus schließt ein einjochiger stichkappentonnengewölbter Chor mit einem Dreiachtelschluss an. Die Westempore hat zwei Geschoße. Der Westturm trägt einen Spitzhelm.

## Ausstattung
Der reizvolle Hochaltar im Rokoko entstand um 1770. Die Kanzel in barocken Formen entstand 1869. Die zwei Seitenaltäre um 1740 wurden 1954 aus der Pfarrkirche Seewalchen am Attersee hierher übertragen. In Nischen im Chor stehen die Holzstatuen Ecce Homo und die Schmerzhafte Muttergottes, beide aus dem Anfang des 18. Jahrhunderts. Es gibt Statuen hl. Florian und hl. Johannes Nepomuk aus dem dritten Viertel des 18. Jahrhunderts.
Die Orgel wurde 1996 von Orgelbaumeister Reinhold Humer errichtet. Sie besitzt 12 Register, verteilt auf zwei Manuale und Pedal. Die Disposition lautet: 
1. Manual: Hohlflöte 8′, Flöte 4′, Prinzipal 4′, Octave 2′, Quinte 2 2/3′, Mixtur 4 fach. 
2. Manual: Gedeckt 8′, Rohrflöte 4′, Waldflöte 2′, Quintlein 1 1/3′. Pedal: Subbass 16′, Octavbass 8′. 
Es gibt eine Glocke aus 1475.